# ليندسي ميريت إينغليز
ليندسي ميريت إينغليز (بالإنجليزية: Lindsay Merritt Inglis)‏ هو محامي وقاضي نيوزيلندي، ولد في 16 مايو 1894 في موسجيل ‏ في نيوزيلندا، وتوفي في 17 مارس 1966 في هاميلتون في نيوزيلندا.